# 歐直EC225超級美洲獅直升機
歐洲直升機公司EC225超級美洲獅Mk II+（Eurocopter EC225 Super Puma Mk II+）是由歐洲直升機公司開發的民用超級美洲獅家族中的下一代長程客運直升機。它是一種雙引擎直升機，根據顧客的配置，它可以運輸24名旅客以及2名機師和一名機艙服務員。是歐洲針對海上運輸、救援和客運市場開發的大型直升機。
EC225的軍用版原名EC725，2015年更名為EC225M，目前則改名為H225。

## 開發
由於1973年的石油危機，歐洲國家了解到既有油源的依存風險，增加了海上石油探勘的投資。由於鑽探平台的位置可能在遠洋，石油公司需要可承載人員更多、續航距離更遠的直升機。除了民間的需求，法國空軍的要求也是投資開發的原動力，由於法軍不滿意AS532美洲獅直升機在戰鬥搜救任務上的表現，也在物色一款新機。歐洲直升機公司在1998年6月宣佈開始EC225的研發工作，她是由AS332L2美洲豹直升機的設計改良而來。第一架原型機首航在2000年11月27日。2004年7月獲得歐洲航空安全局的安全認證。2015年12月，EC225獲得獨立國家國協國際航空委員會的安全認證，成為在俄羅斯境內第一款允許銷售的外國直升機。
2014年2月，歐洲直升機公司在世界直升機展會期間公布EC225改良型：EC225e。EC225e更換了多款數位化航電系統，並且配備輸出提升的Makila 2B渦輪軸發動機，更換發動機的EC225e最大起飛重量增加550公斤，這個餘裕使它可以在乘員艙額外增加油箱，使續航力提升到300海浬。但EC225e推出後市場反應平淡，在2016年2月提出的項目中以成本因素考量取消了改良發動機，只進行數位化航電升級。
2015年，歐洲直升機公司在巴黎航空展宣布它們正在開發EC225的接班機型，目前暫稱空中巴士X6直升機，但相關開發在2018年停止，而EC225生產線和相關後勤服務將持續到至少2030年。

## 設計

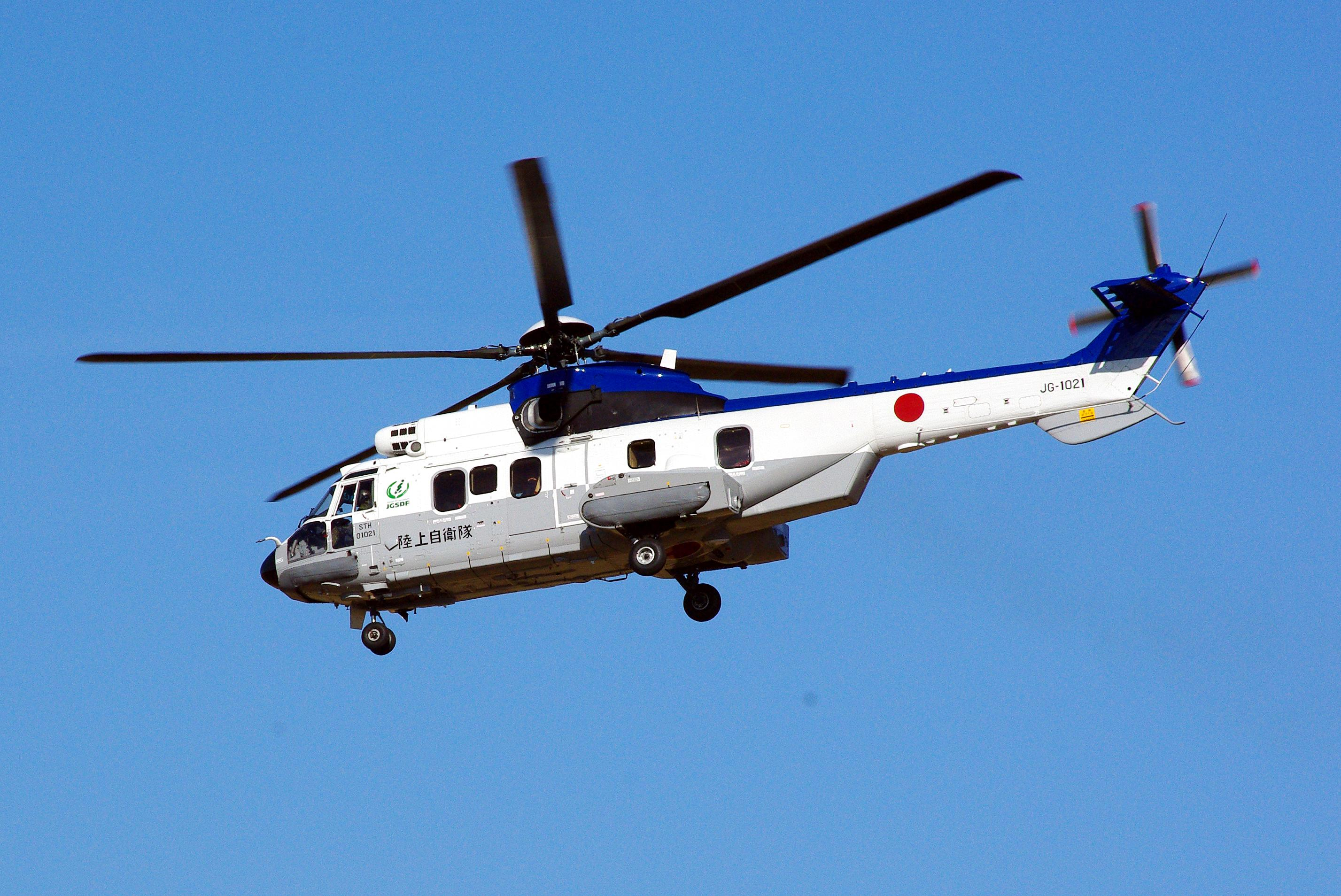
日本EC225

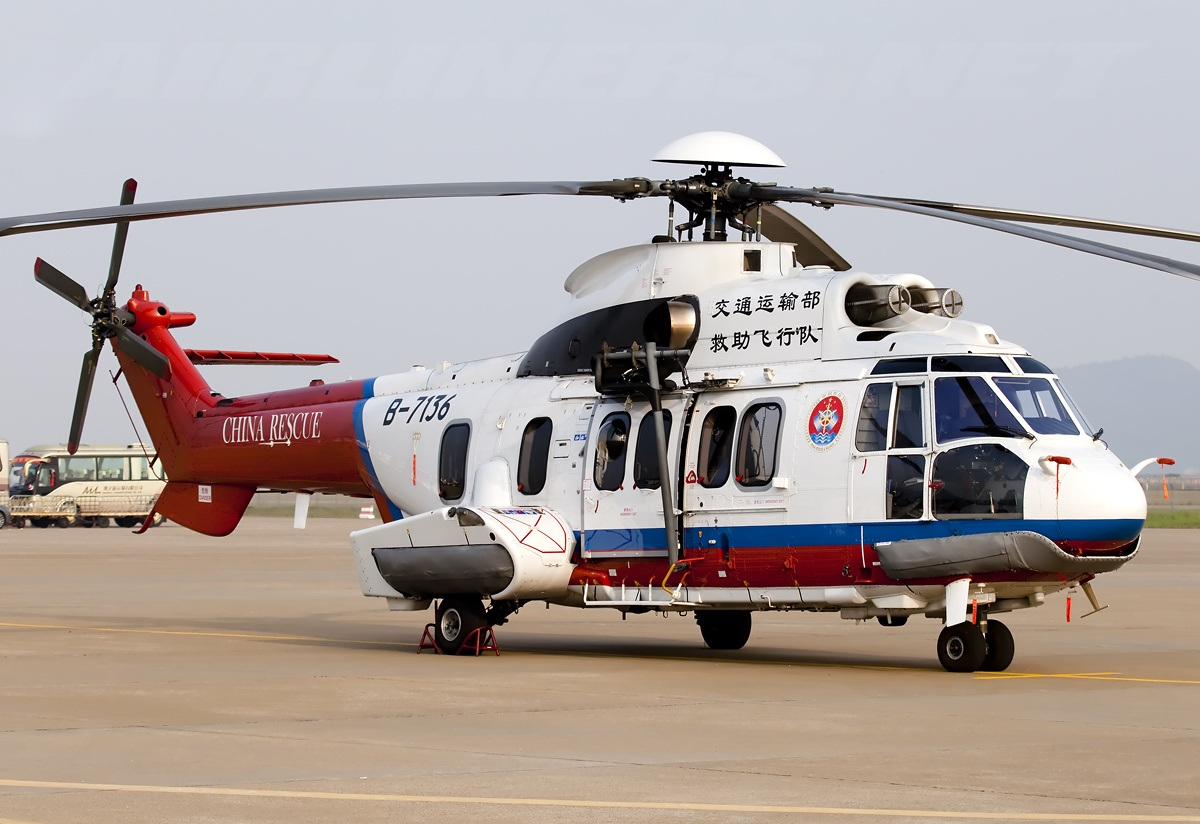
中國交通運輸部救助飛行隊EC-225LP

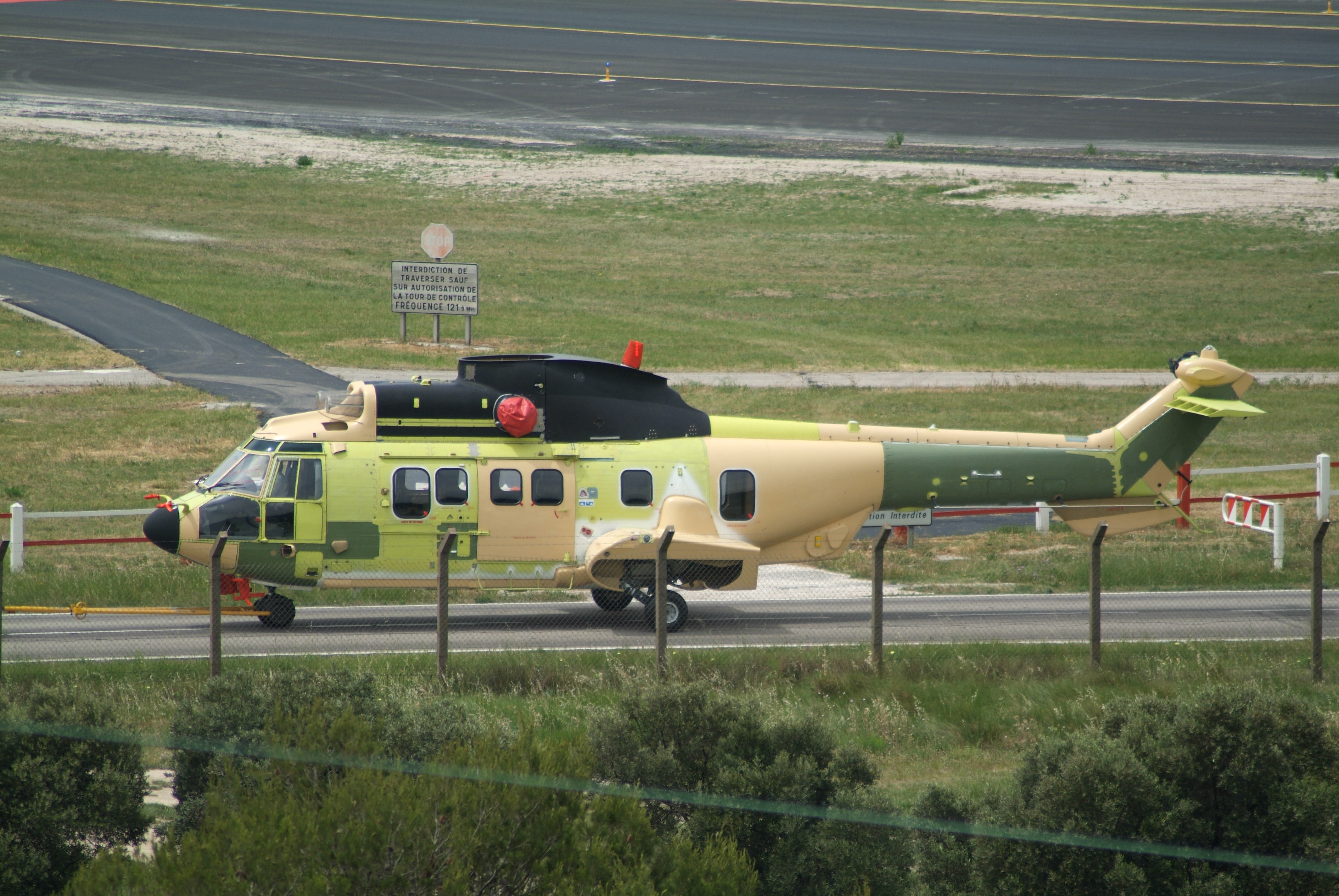
未上漆的機身

EC225設計上根基於歐洲直升飛機公司AS332超級美洲獅，改進成融合了新造型的五個主旋翼以減少振動。該直升機由座艙上兩枚透博梅卡馬基拉2A渦輪軸發動機引擎驅動，該引擎採用雙通道的全權數位引擎控制（FADEC）系統和能在極低溫下運作的防凍系統。其他改進包含了強化主旋翼變速箱以及配有主動液晶顯示器的全玻璃駕駛艙（full glass cockpit）。
EC225的機艙目前有四種佈局設計可選配。一般客運可以設置19個座位，若是配備最大密度的座位配置可承載28位乘客。要人運輸則是設置12個較舒適的座位與機組休息區。緊急醫療服務則是4個醫務人員座位加上6組擔架。戰鬥搜救任務則是8個相關機組員與3組擔架。EC225理論上只需要1位飛行員即可操作，但這是在天候條件較佳的環境，為了安全起見大部分還是維持2位飛行員的編制，機工長或空服員則是視任務屬性而彈性編制。

## 服役歷史
阿爾及利亞是第一個使用EC225的國家，該國的Algerian Ministerial Air Liaisons Group (GLAM)於2004年12月接收了一架EC225用於客運服務的工作。

## 衍生型
EC225 LP
EC225 Firefighting/SAR

## 使用國
阿尔及利亚
 加拿大
 法國
 冰島
- 冰島海岸衛隊：3架H225[3]

 日本
- 日本海上保安廳：總共15架已在23年5月或之前交付[4]
- 日本陆上自卫队：購置3架AS225LP，歸第一直升機團管轄，任務主要為日本首相交通運用之行政專機，其中1架為要人運輸，執行日本天皇的皇家飛行服务。[5]
- 東京消防廳航空隊（日语：東京消防庁航空隊）：購置3架（JA119Y、JA71KT、JA62HC），做為消防與搜救運用。

 墨西哥
 挪威
 中华人民共和国
- 中华人民共和国交通部于2006年订购2架，用于其救捞局。
- 中信海洋直升机股份有限公司（Citic Offshore Helicopter Co. (COHC)）于2006年订购了2架，计划于2007年交付使用，2架均为海洋使用配置并装备了辅助油箱吊舱以增加航程[6]。

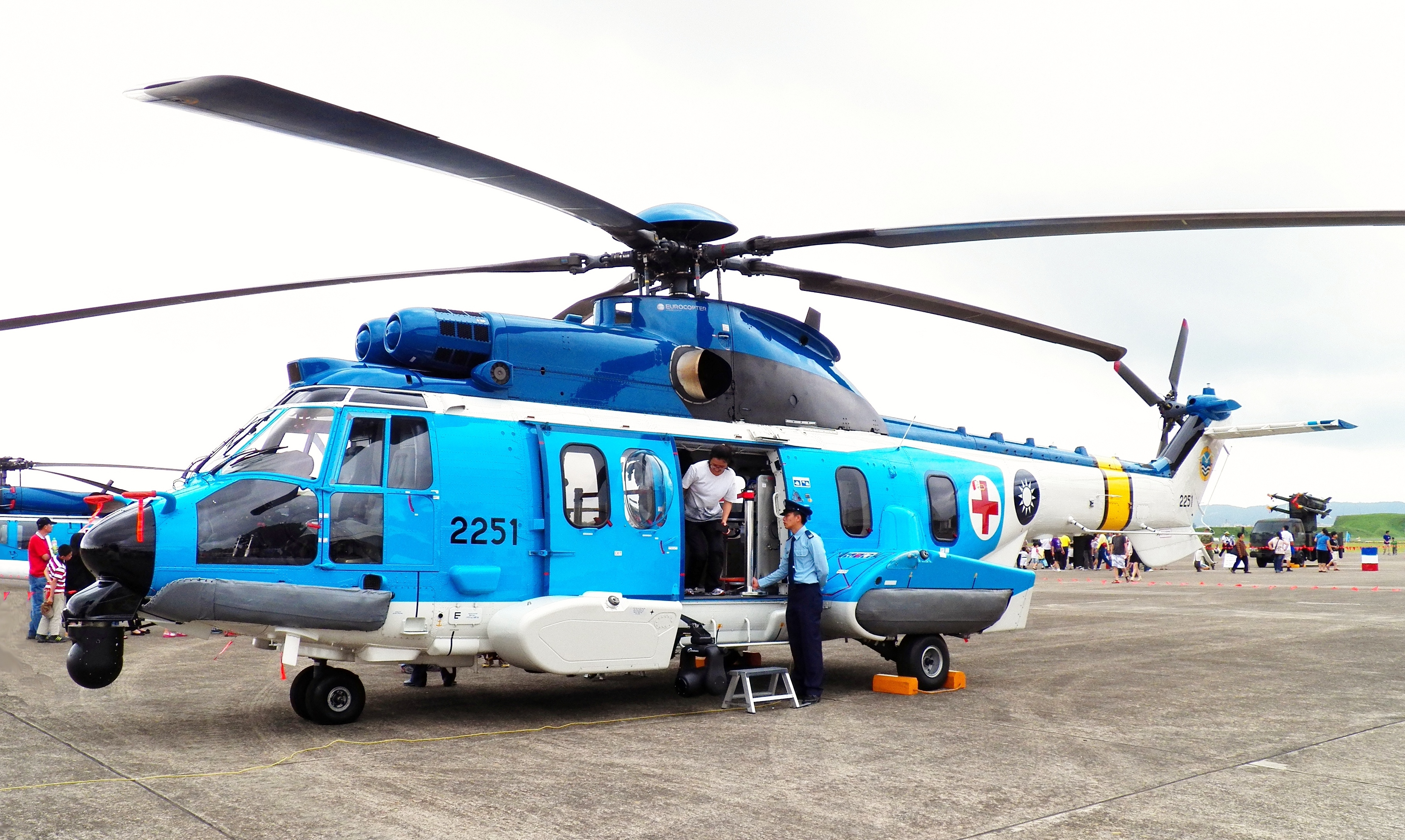
開放機內參觀的中華民國空軍海鷗部隊EC225直昇機（新竹基地）

- 广东省公安厅订购一架[7]

 大韓民國
 英国
 越南
- 越南人民海軍[8]

 中華民國
- 中華民國空軍

因為全天候空中搜救直升機不足，因此在2010年2月5日宣布以1億1千萬美金採購3架EC225，於2011年11月25日運抵空軍嘉義基地。2012年6月2日空軍新竹基地營區開放活動首次對國民公開，同年7月10日於空軍松山基地舉行成軍典禮。EC225航程遠、載重大，其任務半徑可達三百海里以上；載客量將近廿人。曾有傳聞本型機無法執行高山救援，空軍因而發布EC225在玉山北峰氣象站降落的畫面以正視聽。
 坦桑尼亚
 乌克兰
- 烏克蘭國家應急服務[13]

### 競標
挪威
 英国

## 意外事故
- 2012年10月22日，一架机号为G-CHCN的EC225迫降在北海水面上。
- 2016年5月1日，1架EC225在挪威西部城市卑爾根墜毀，造成機上13人死亡。經調查可能因主旋翼齒輪箱的第二級行星齒輪發生金屬疲勞而斷裂，導致主旋翼飛脫。製造廠商於同年6月對全球EC225用戶發出全面停飛令。[14]
- 2019年10月31日，1架韓國消防局所屬的H225在獨島海域附近墜海，7人死亡。
- 2023年1月18日，一架隶属于烏克蘭國家應急服務的E225在乌克兰基輔布羅瓦里镇的一家幼儿园坠毁，共造成18人死亡、29人受伤，死者包括乘坐飞机的烏克蘭內政部長傑尼斯·莫納斯特爾斯基等高级官员。[15]

## 規格(EC 225)
参考资料：{Eurocopter.com}
基本信息
- 机组：1 或 2名 (飛行員 + 助理飛行員)
- 容量：24名乘客 + 1名客艙服務員

性能

## 外部連結
- Eurocopter EC 225 Technical Data Manual
- Aerospace Technology - Eurocopter EC 225 （页面存档备份，存于）
- Deagel.com - EC225 / EC 225 Super Puma （页面存档备份，存于）